# Pseudoweinmannia lachnocarpa
Pseudoweinmannia lachnocarpa är en tvåhjärtbladig växtart som först beskrevs av F. Müll., och fick sitt nu gällande namn av Adolf Engler. Pseudoweinmannia lachnocarpa ingår i släktet Pseudoweinmannia och familjen Cunoniaceae. Inga underarter finns listade i Catalogue of Life.